# فیروزآباد (چهاربرج)
فیروزآباد، مرکز بخش فیروزآباد و روستایی از توابع این بخش در شهرستان چهاربرج استان آذربایجان غربی ایران است.

## جمعیت
این روستا در دهستان مرحمت‌آباد میانی قرار دارد و براساس سرشماری عمومی نفوس و مسکن در سال ۱۳۹۵، جمعیت آن ۱٬۷۰۴ نفر (۵۰۸ خانوار) بوده‌است.